# Equinurbia
Equinurbia ist eine Gattung parasitischer Fadenwürmer mit zwei Arten, die im Darm von Elefanten vorkommen.

## Merkmale
Der Kopf trägt eine Vorwölbung. Die Mundhöhle ist annähernd rund und enthält keine Zähne. Der äußere Blätterkranz um die Mundöffnung überragt das Vorderende. Der Ösophagus ist im Anschluss an die Mundhöhle leicht erweitert. Männchen haben eine gut entwickelte Bursa copulatrix mit verlängerten Seitenlappen und zwei gleichlangen, flügelförmigen Spicula. Letztere laufen spitz zu und ihre Enden liegen dicht beieinander. Die Bursarippen sind kurz und die seitlichen sehr kräftig. Weibchen haben einen konischen Schwanz mit einer zapfenförmigen Erhebung, auf der die Vulva mündet. Der Uterus ist mit dünnschaligen Eiern gefüllt.
Die beiden Arten Equinurbia sipunculiformis und Equinurbia blakei unterscheiden sich in der Anzahl der Blätter am Mundkranz. Sie beträgt bei Equinurbia blakei 46, Equinurbia sipunculiformis 50 bis 58.